# M5 (Moldavië)
De M5 is een hoofdweg in Moldavië met een lengte van 358 kilometer. De weg loopt van Tiraspol via Chisinau, Bălți (inclusief Luchthaven Bălți-Leadoveni) en Edineț naar de grens met Oekraïne. In het zuiden loopt de weg als M16 verder naar Odessa en in het noorden als N10 naar Tsjernivtsi.
Een deel van de M5 ligt in de de facto onafhankelijke republiek Transnistrië. Daardoor heeft de Moldavische overheid geen zeggenschap over dit deel van de weg. Van Bălți , naast Luchthaven Bălți-Leadoveni tot Edineț, M5 is onderdeel van Europese weg 583.
Tussen de zuidelijke grens met Oekraïne en Chisinau is de weg onderdeel van de E58 en E581. Tussen Bălți en Edineț is de weg onderdeel van de E583.

## Geschiedenis
In de tijd van de Sovjet-Unie was de M14 onderdeel van de Russische M14. Deze weg liep van Odessa naar Brest. Na de val van de Sovjet-Unie in 1991 behield alleen het Moldavische deel van de weg het nummer M14. De Oekraïense en Wit-Russische delen kregen nieuwe nummers.
M1 · 
M2 · 
M3 · 
M4 · 
M14 · 
M21